# Katabatikus szél

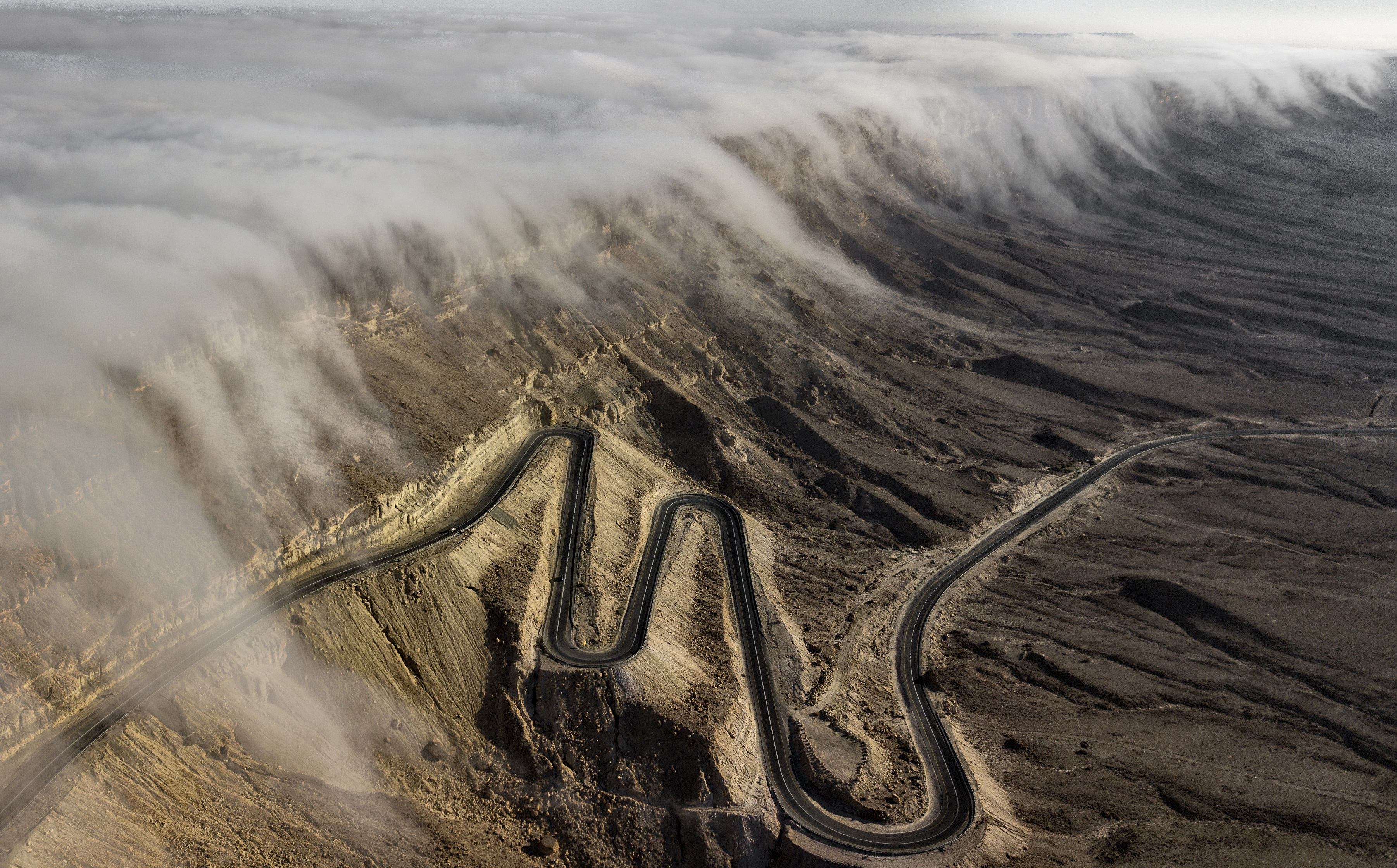
A fennsíkon lehűlt levegő hajnalban leáramlik a Makhtes Ramon völgyébe és magával viszi a fnt kialakult ködöt, ami aztán a felmelegedve elillan.

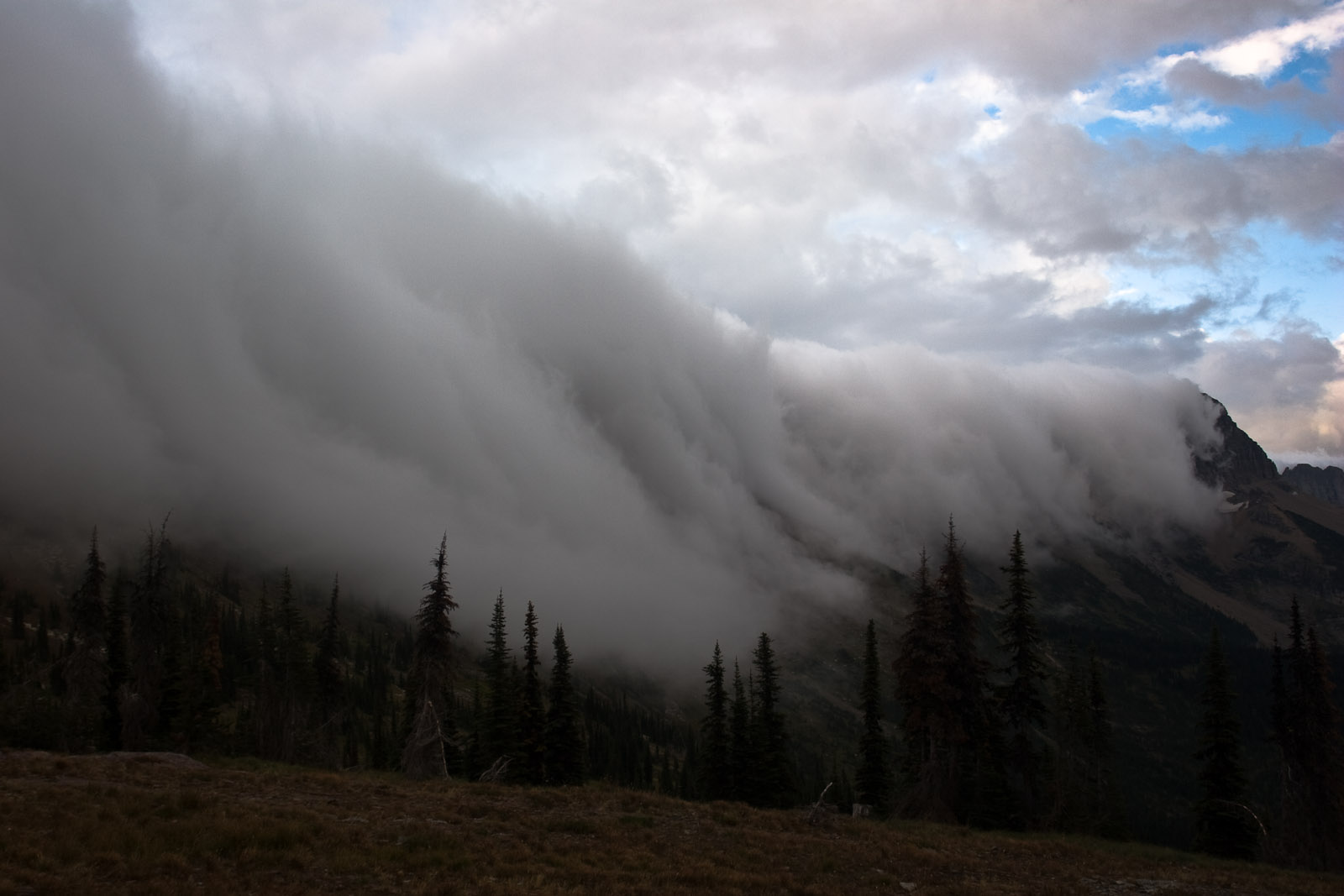
Hajnali katabatikus szél visz le a völgybe a felhőket

A katabatikus szél (görögből: katabatikosz, süllyedő) vagy más néven leáramló szél hideg vagy hűvös hegyoldalakon keletkezik. A magasabb térszínen az éjszakai hőkisugárzás révén lehűlő levegő sűrűbbé, súlyosabbá válik, és a gravitáció vonzására leereszkedik a lejtőn. A folyamat megkezdődése után a hideg levegő áramlása felgyorsul, és a szél sebessége rendkívül magas is lehet, lényegesen nagyobb, mint ellentettje, az anabatikus szél. Különleges földrajzi körülmények – nagy magasságú hegyoldal és komoly hőmérséklet-különbség – esetén a szél orkánerejű, 100 km/óra feletti sebességű is lehet, általában azonban csak gyenge, 15-20 km/órás.

## Néhány fajtája
A leglátványosabb ilyen típusú szelek az Antarktiszon és Grönlandon alakulnak ki. Az Antarktiszon a gyakori száraz katabatikus szelek helyenként teljesen eltakarítják a havat és hómentes felületeket hoznak létre. A grönlandi Tasiilaq környékén piteraq a neve. Ennek ereje meghaladhatja a 250 km /órát is; 1970 februárjában egy katabatikus vihar súlyos károkat okozott, a szél sebességét 325 km/órára becsülték.
Új-Zélandon a mérsékelt övi óceáni éghajlatú Greymouth város környékén a gyakori hideg katabatikus szél helyi neve „barber” (borbély), mivel szinte leborotválja az emberek arcát.
A szükséges feltételek megléte esetén azonban ez a szélfajta bárhol előfordulhat. A misztrál és a bóra két ismert európai katabatikus szél, de más hegyes vidékeken is sokfelé jelentkezik, amikor tiszta és hideg éjszakákon a hideg levegő leáramlik a völgyekbe.
Nem minden lefelé áramló szél katabatikus, a főn például meleg levegőt hoz.

## Fordítás
Ez a szócikk részben vagy egészben  a   Katabatic wind című angol Wikipédia-szócikk ezen változatának fordításán alapul.  Az eredeti cikk szerkesztőit annak laptörténete sorolja fel. Ez a jelzés csupán a megfogalmazás eredetét és a szerzői jogokat jelzi, nem szolgál a cikkben szereplő információk forrásmegjelöléseként.